# ورینگ
ورینگ (به انگلیسی: Verinag) یک زیستگاه انسانی در هند است که در جامو و کشمیر واقع شده‌است.

## خصوصیات
ورینگ ۱۶٬۷۲۷ نفر جمعیت دارد و ۱٬۸۵۱ متر بالاتر از سطح دریا واقع شده‌است.

## نگارخانه

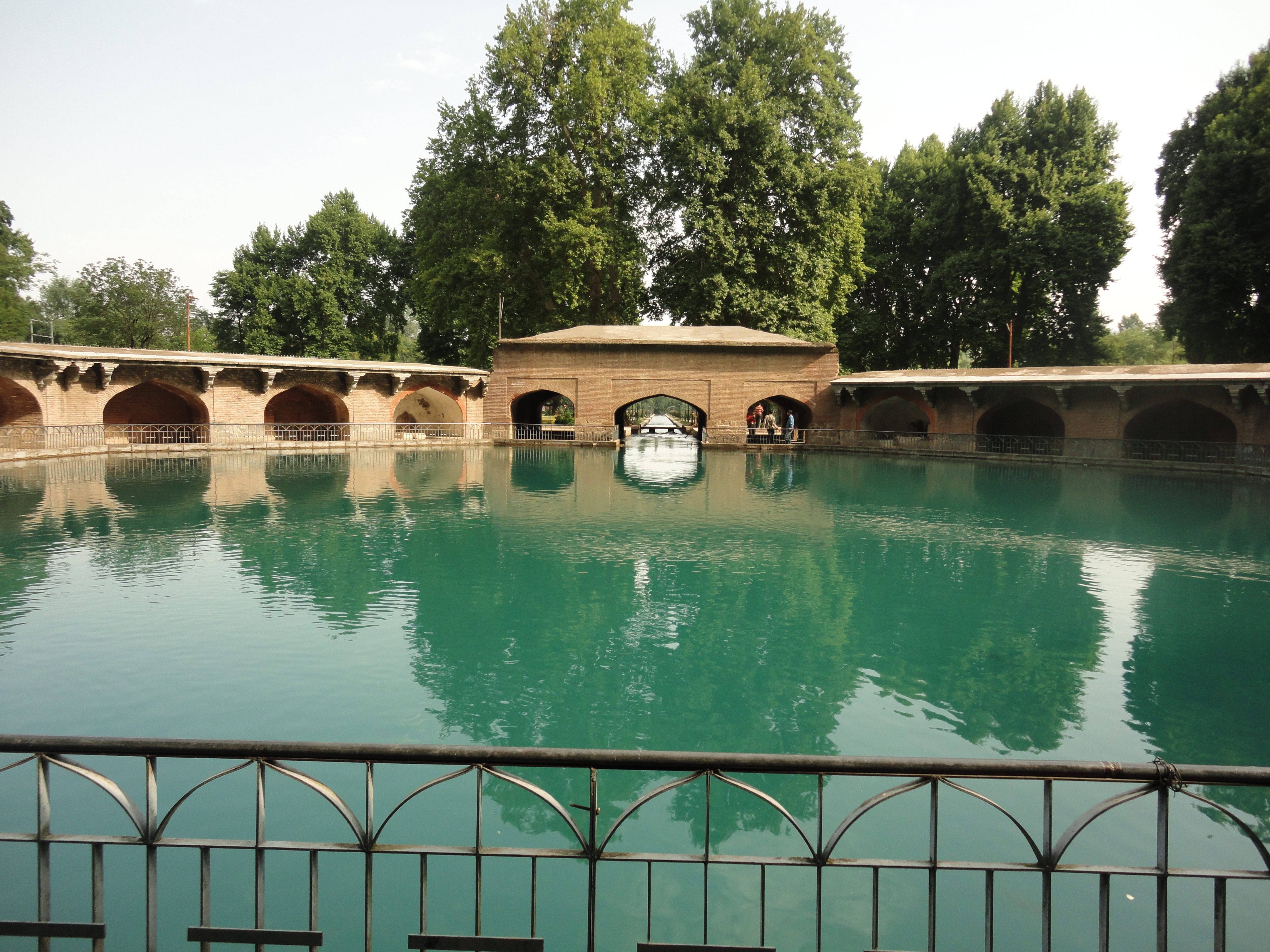
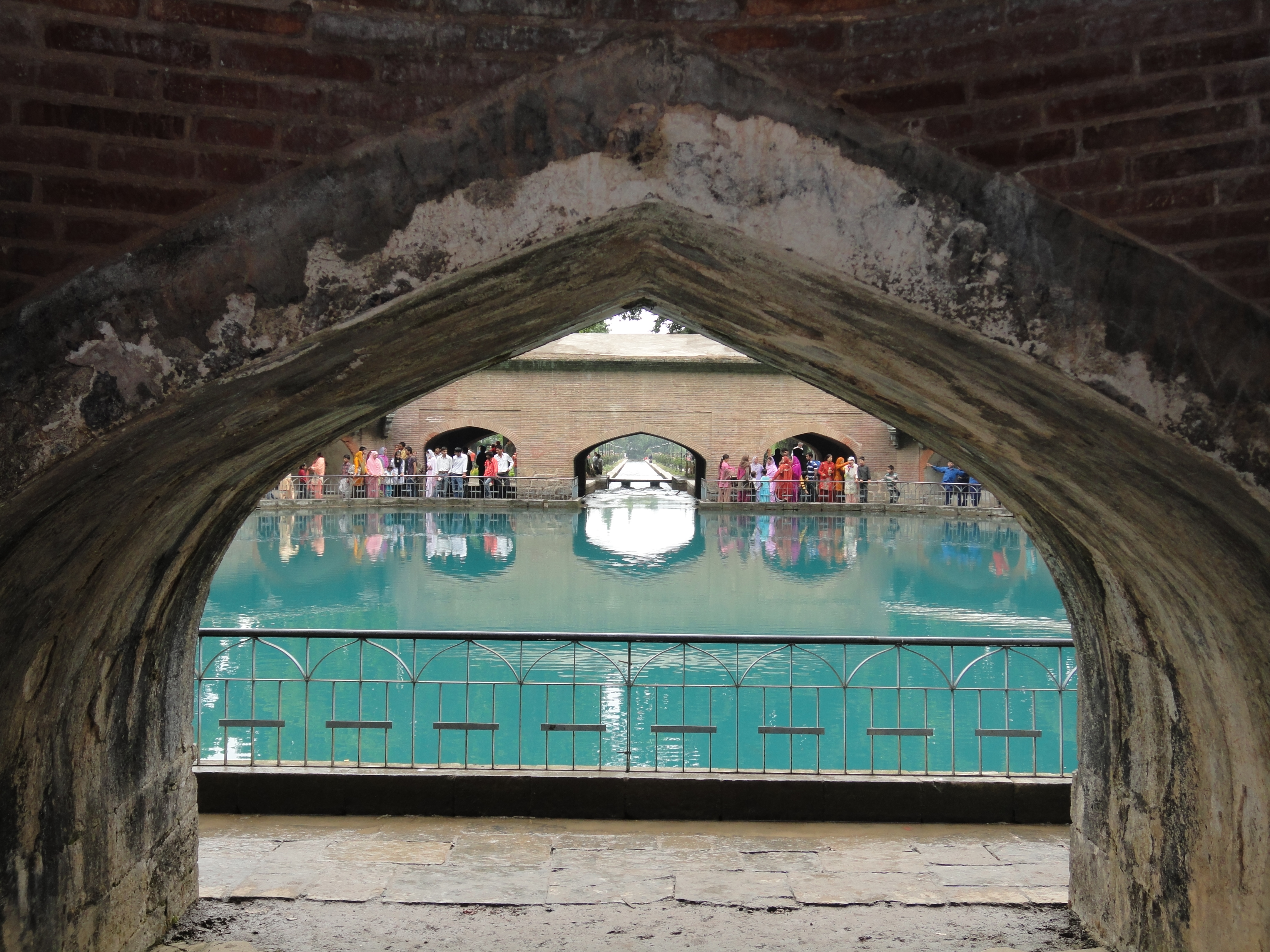
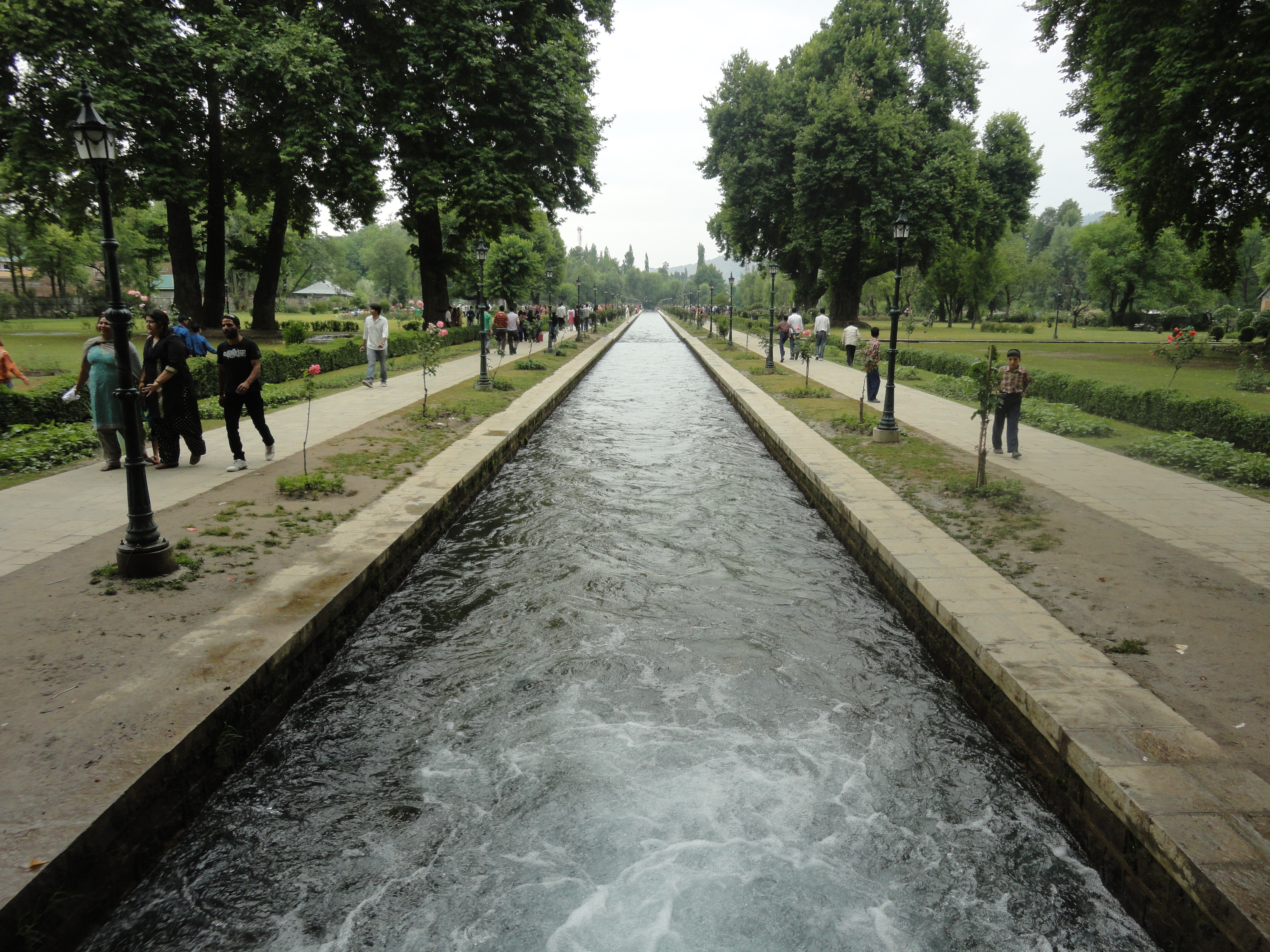
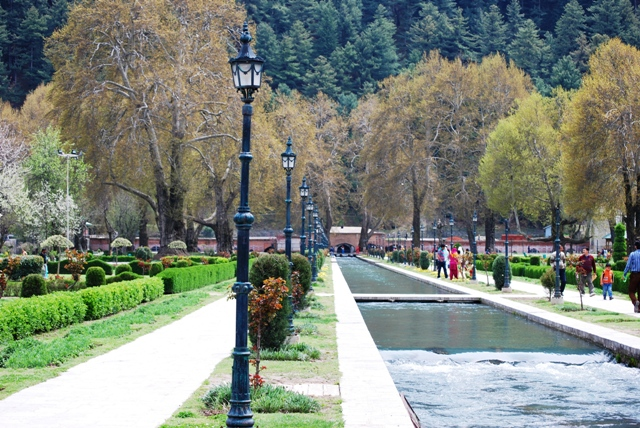
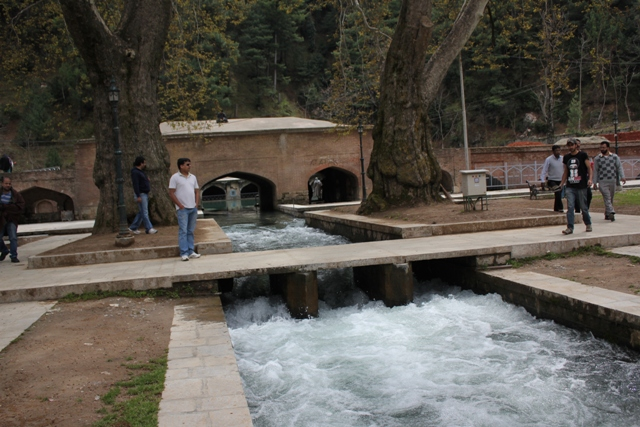
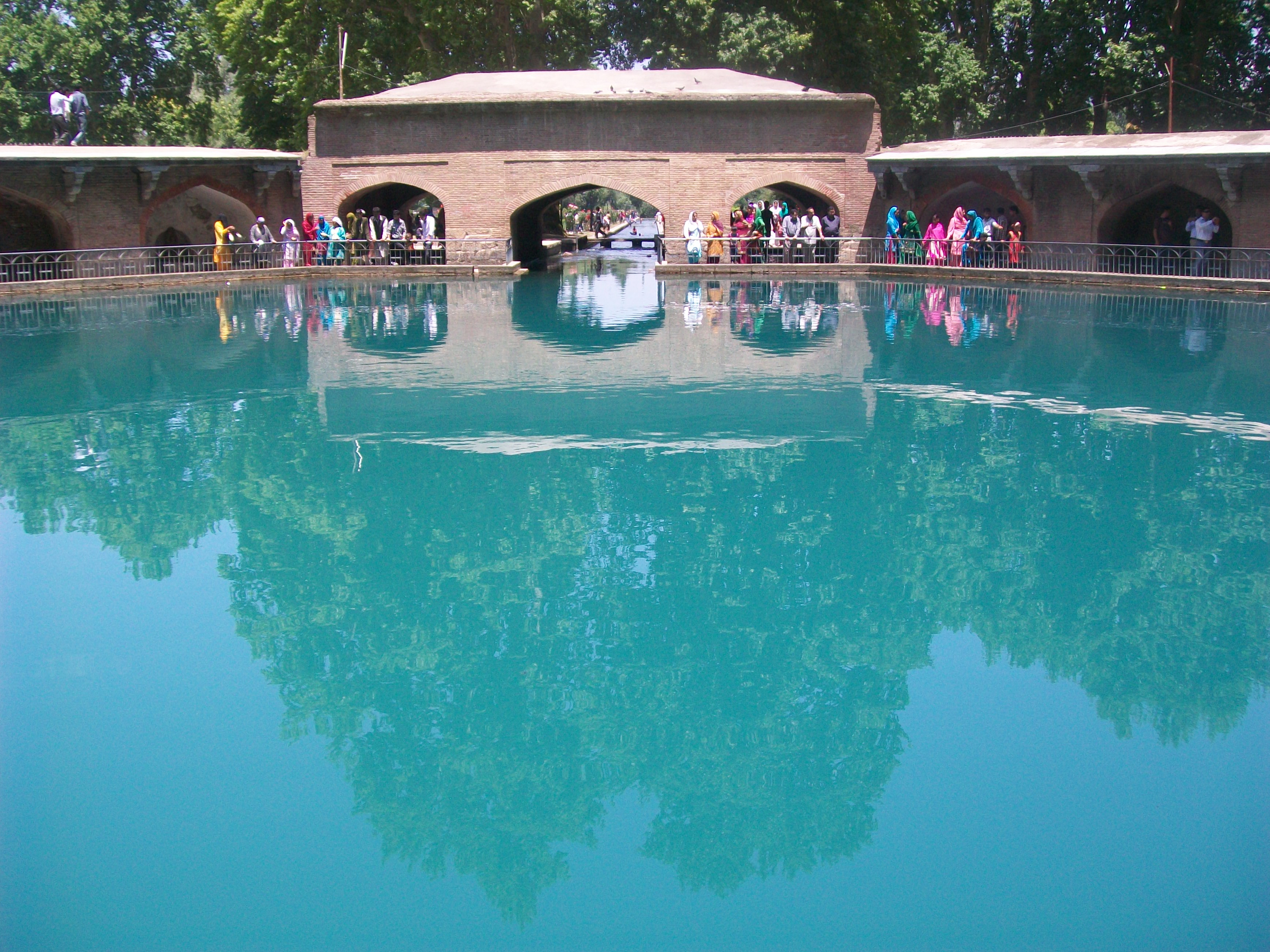